# 토머스 앤드루스 (과학자)

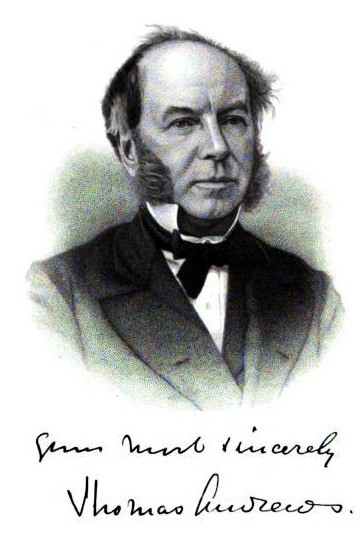
토머스 앤드루스

토머스 앤드루스(Thomas Andrews, 1813년 12월 19일 ~ 1885년 11월 26일)는 아일랜드의 화학자이자 물리학자이다. 기체와 액체의 상 변화에 대해 연구하고 임계 온도의 개념을 발견했다.